# 3-я русская армия
3-я русская армия — армия белых, формально подчинённая П. Н. Врангелю. Сформирована на территории Польши. В ноябре 1920 года, действуя совместно с украинскими войсками, потерпела поражение от 14-й советской армии и была интернирована польскими властями.

## Название
4 сентября 1920 года Русская армия генерала П. Н. Врангеля была разделена на 1-ю и 2-ю армии. Русские войска в Польше, сформированные Б. В. Савинковым от имени Русского политического комитета, после перехода в подчинение Врангелю получили название 3-й армии. Так как в течение всего своего существования армия находилась на территории, контролировавшейся польскими и украинскими войсками, она чаще всего называлась 3-я русская армия.

## Формирование
Основой армии послужили формирования, созданные Б. В. Савинковым от имени Русского политического комитета после соглашения, достигнутого с главой Польши Ю. Пилсудским 23 июня 1920 года. Полякам они были необходимы для придания советско-польской войне, принявшей для них к тому моменту неблагоприятный оборот, антибольшевистского характера. Первый приказ по русскому отряду в Польше был издан в Бресте 1 июля 1920 года генерал-лейтенантом П. В. Глазенапом. Состав русского отряда первоначально определялся в три пехотных и один конный полк, дивизион артиллерии плюс вспомогательные части, общей численностью не более 5000 человек. В августе было решено создать отдельную кавалерийскую дивизию трёхполкового состава из казаков, перебегавших из Красной армии на польскую сторону. Началось формирование 2-й стрелковой дивизии. На 13 сентября формирование насчитывало 4224 солдат, офицеров и военных чиновников.

## Состав (на 2 октября 1920 года)
Командующий — генерал-лейтенант Б. С. Пермикин
- 1-я стрелковая дивизия (ген.-майор Л. А. Бобошко) — 3414 чел.:
  - 1-й стрелковый полк (полк. П. Л. Рогожинский) — 600 чел.
  - 2-й стрелковый полк (полковник А. Ю. Саулевич) — 667 чел.
  - 3-й стрелковый полк (полковник В. А. Зайцев) — 584 чел.
  - Конный полк (полк. А. Л. Ширинкин) — 599 чел.
  - 1-й артиллерийский дивизион (полковник Красовский) — 648 чел.
  - Технический батальон (подполк. Медведев) — 267 чел.
  - Офицерская пулеметная школа (полк. Б. Изнар)— 49 чел.
- 2-я стрелковая дивизия (ген.-лейтенант граф А. П. Пален):
  - 5-й стрелковый полк (полк. Н. Джавров)
  - 6-й стрелковый полк (полк. Н. В. Россинский)
  - 7-й стрелковый полк (полк. барон Унгерн)
  - 2-й артиллерийский дивизион (полковник Г. В. Бушен)
- Отдельная казачья дивизия (ген.-майор В. А. Трусов) — 2091 чел.:
  - 1-й Донский казачий полк (полк. Волошинов) — 637 чел.
  - Оренбургский казачий полк (подъесаул Х. Бек-Мамджиев) — 572 чел.
  - Уральский казачий полк (полк. П. А. Сидоровнин[3]) — 643 чел.
  - 1-я конная батарея (есаул Коньков) — 239 чел.

Впоследствии в состав армии были включена казачья бригада есаула Сальникова в составе казачьего полка и отдельной батареи.

## Боевые действия
В начале октября 1920 года начался вывод частей 3-й русской армии на фронт, однако 18 октября 1920 года вступило в силу польско-советское перемирие. Боевые действия продолжила Армия Украинской народной республики, в расположение которой были выведены части 3-й русской армии. В ноябре 1920 года украинцы и русские совместно пытались вести наступление в Подольской губернии, однако потерпели поражение и были вынуждены отступить на польскую территорию, где подверглись интернированию. В 1921 г. армия была преобразована в отряд № 2 (отряд № 1 — бывшая Русская народная добровольческая армия Балаховича), после чего началась её демобилизация.